# Ulica Skośna w Katowicach
Ulica Skośna w Katowicach − nieistniejąca już zabytkowa uliczka w katowickiej dzielnicy Śródmieście o długości około 100 metrów.
Ulica Skośna była łącznikiem między ulicą Zamkową (obecnie aleja Wojciecha Korfantego) a ulicą Adama Mickiewicza. Była to uliczka, okrążająca Rynek od strony północno-zachodniej. Istniała ona do lat sześćdziesiątych XX wieku, kiedy to decyzją wojewódzkich władz partyjnych wyburzono zabudowania, znajdujące się w obrębie Rynku. Ulica w okresie Rzeszy Niemieckiej (do 1922) i w latach niemieckiej okupacji Polski (1939−1945) nosiła nazwę Tiele-Winckler-Straße; w latach 1922−1939 i ponownie od 1945 do końca lat sześćdziesiątych XX wieku − ulica Skośna.
Pozostałością po ulicy jest Gmach dawnego Banku Gospodarstwa Krajowego − obecnie budynek ING Banku Śląskiego S.A. przy ulicy Adama Mickiewicza 3, na rogu z ulicą księdza Piotra Skargi. Budynek wpisano do rejestru zabytków dnia 2 maja 1978 (nr rej.: A/1237/78). Bank zbudowano w 1930, w stylu ekspresjonistycznym, według projektu Stanisława Tabeńskiego i Jana Noworyty z 1928; jego fasada jest ukośna z powodu umiejscowienia przy nieistniejącej już ulicy Skośnej. W witrażu głównej klatki schodowej zachował się napis A 1930. Na dachu budynku umiejscowiono zegar oraz kuranty, które od 26 kwietnia 1975 wygrywały melodię „Płynie Wisła błękitna”. W latach trzydziestych XX wieku miał tu także swoją siedzibę Wyższy Urząd Górniczy.